# Artur Ramos
Artur Manuel Monteiro Ramos (Lisboa, 20 de Novembro de 1926 — Lisboa, 9 de Janeiro de 2006) foi um encenador, cineasta, realizador de televisão, ensaísta e tradutor português.

## Biografia
Artur Ramos nasceu a 20 de Novembro de 1926, em Lisboa.
Após a licenciatura em Filologia Germânica na Faculdade de Letras da Universidade de Lisboa, vai para Paris onde se diploma em Realização e Montagem no IDHEC - Instituto de Altos Estudos Cinematográficos.
Foi um pioneiro da televisão portuguesa, tendo sido o primeiro realizador efectivo da RTP, depois de se ter ocupado de várias emissões experimentais. Em toda a sua actividade manteve o interesse pela literatura portuguesa contemporânea, como se vê, por exemplo, nos seus filmes Pássaros de Asas Cortadas a partir da obra homónima de Luiz Francisco Rebello (que também dirigiu no teatro, protagonizada por Eunice Muñoz) ou A Noite e a Madrugada de Fernando Namora de quem adaptou também Retalhos da Vida de Um Médico numa série que dirigiu para a RTP. Contribuiu ainda para a divulgação das obras de autores como Jaime Salazar Sampaio, Teresa Rita Lopes, Augusto Sobral, Luiz Francisco Rebello, Romeu Correia, Manuel da Fonseca ou Bernardo Santareno. 
Divulgador também da dramaturgia moderna, estreou em Portugal Os Dias Felizes de Samuel Beckett (interpretado por Glicínia Quartin) dirigindo ainda peças de Peter Shaffer, Harold Pinter, Franz Kafka, Arthur Miller, Tankred Dorst, Bertolt Brecht, entre outros.
Na sua actividade de realizador de teleteatro, para a RTP, dirigiu numerosas peças de autores como Tchecov, Marivaux, Moliére, Oscar Wilde, Lope de Vega, Cervantes, Bernard Shaw, Ribeiro Chiado, D. Francisco Manuel de Melo, Eugene O'Neill, Almeida Garrett, Gil Vicente, Eça de Queiroz ou Luís de Sttau Monteiro.
No cinema também participou como actor, em filmes de João Botelho, Luís Filipe Costa e Jorge Silva Melo.
Antifascista e comunista convicto, militou no PCP desde 1957.
Artur Ramos foi unanimemente reconhecido como um dos maiores divulgadores culturais em Portugal.
A 9 de Julho de 2005 foi feito Comendador da Ordem do Mérito.
Artur  Ramos morreu a 9 de Janeiro de 2006.
Em 2007, recebeu, a título póstumo, da Câmara Municipal de Lisboa a Medalha de Mérito Municipal, no seu Grau Ouro, no âmbito das comemorações do Dia Mundial do Teatro (27 de Março), a par de Ruy de Carvalho, e Francisco Igrejas Caeiro e Fernanda Borsatti.

## Filmografia

### Cinema
- Aqui na Terra (1993)
- O Luto de Electra (1991)
- A Noite e a Madrugada (1985)
- Pássaros de Asas Cortadas (1963)
- L' Anglaise (1962)
- Avant Le Petit Déjeuner (1961)

### Televisão
- A Rapariga de Varsóvia (1997)
- A Visita da Velha Senhora (1993)
- Um Amor Feliz mini-série (1991)
- Dulcineia (1989)
- Esta Noite Sonhei com Brueghel(1989)
- Baton (1988)
- Topaze mini-série (1988)
- A Relíquia (1987)
- Retalhos da Vida de um Médico mini-série (1980)
- Schweik na Segunda Guerra Mundial (1975)
- Seara de Vento (1975)
- A Morte de um Caixeiro Viajante (1974)
- Doze Homens em Conflito (1973)
- Trilogia das Barcas (1969)
- A Casa-Fronteira (1969)
- O Herói e o Soldado (1961)
- O Doente Imaginário (1958)
- O Amor Posto à Prova (1958)
- Um Pedido de Casamento (1957)